# 法蔵寺 (八尾市)
法蔵寺（ほうぞうじ）は、大阪府八尾市郡川にある曹洞宗の寺院。河内西国霊場第17番札所。

## 歴史
法蔵寺の創建は1748年（延享5年）で、長宗我部氏の子孫という好山和尚による。その経緯から土佐藩主の祈願寺としての性格も持ち、第8代藩主山内豊敷・第9代藩主山内豊雍の位牌を祀っている。陽松庵（池田市）の末寺となっている。

## 境内
- 本堂
- 開山塚古墳（郡川1号墳（高安千塚古墳群郡川支群））

## 札所
河内西国霊場
16 浄谷寺　--　17 法蔵寺　--　18 神宮寺

## 交通
- 近鉄大阪線 信貴山口駅下車、徒歩15分

## 周辺情報
- 常楽寺
- 神光寺